# Baleur
Le Baleur appelé aussi ruisseau de Bodeux est un ruisseau de Belgique affluent de la Salm faisant partie du bassin versant de la Meuse. Il coule dans la province de Liège.

## Géographie
Ce ruisseau ardennais prend sa source près du hameau d’Erria dans la commune de Lierneux, puis suit les routes N651 et N66. Passant par Basse-Bodeux, il se jette ensuite dans la Salm à Trois-Ponts après un parcours total de 11,5 kilomètres.